# Odcinek Kordonowy „Grodno”
Odcinek Kordonowy „Grodno” – struktura terytorialna wojsk etapowych w okresie II Rzeczypospolitej.

## Formowanie i zmiany organizacyjne
W ramach Kordonu Granicznego Naczelnego Dowództwa Wojska Polskiego, w 1921 powołane zostało Dowództwo Odcinka Kordonowego „Grodno”. Odcinek został podzielony na kilka pododcinków, a zarządzały nimi stacje kontrolne w Grodnie, Oranach, Woronowie, Oszmianie i Sołach.
Na początku marca 1921 przeprowadzona została reorganizacja kordonu. 20 marca linia kordonu na odcinku północnym została przesunięta na granicę powiatów sejneńskiego i augustowskiego, dalej do Niemna i Szczary. Prawie cała Suwalszczyzna oraz Obszar Warowny „Grodno", zostały Ekspozyturze Dowództwa Okręgu Generalnego w Białymstoku. Rozformowane zostały dowództwa powiatów etapowych oraz komendy placów (z wyjątkiem Wołkowyska i Lidy). Jednostki bojowe stopniowo zastępowane były przez bataliony etapowe i żandarmerię etapową. Odcinek kordonowy „Grodno" został podzielony na dwa pododcinki: Orany-Sopoćkinie, obsadzony przez II Warszawski batalion etapowy, oraz Giby-Suwałki chroniony przez oddziały IV Brygady Piechoty Legionów. Pododcinek ten  przedłużony o fragment granicy polsko-niemieckiej od wsi Wersele do folwarku Wilkowo. Nowo przydzielony obszar obsadził III Poznański batalion etapowy.
W kwietniu 1921 zlikwidowano Kordon Graniczny Naczelnego Dowództwa WP. Wszystkie kompetencje dotyczące służby kordonowej przekazane zostały dowódcom batalionów etapowych. Dowódcom stacji kontrolnych pozostawiono uprawnienia w zakresie kontroli ruchu osobowego. Linia kordonowa miała zostać obsadzona przez posterunki w sile 2 podoficerów i 8 szeregowych rozlokowane w odległości 4 km od siebie. Na drogach otwartych dla ruchu wystawiane były posterunki kontrolne w składzie 2 podoficerów, 4 szeregowych oraz 2 lub 3 żandarmów.
W pierwszej połowie maja przydzielono do dowódcy odcinka kordonowego „Grodno" II Poznański i V Lubelski batalion etapowy oraz II plutonu 20 szwadronu żandarmerii polowej. Odcinek został podzielony na cztery pododcinki: nr 1 „Druskieniki” obsadzony przez II Warszawski batalion etapowy; nr 2 „Sopoćkinie", na który przesunięto II Poznański batalion etapowy, nr 3 „Sejny", ochraniany przez II/24 pułku piechoty, nr 4 „Suwałki" na odcinku „pruskim", obsadzony przez III Poznański batalion etapowy.
Planowano też utworzenie 21 posterunków żandarmerii ze składu 22 szwadronu i II/20 szwadronu żandarmerii etapowej. Posterunki miały zostać wystawione w Oranach, Monczagirach, Marcinkańcach, Rondomańcach, Rolnicy, Przełomie, Sopoćkiniach, Kudryńcach, Okołoku, Gibach, Sejnach, Dziedziulach, Szypliszkach, Wierzbiszkach, Rakówku, Przerośli, Filipowie, Bakałarzewie, Upówce, Rudce i Wilkowie.
W czerwcu, w miejsce V Lubelskiego batalionu etapowego, przydzielony został I Kielecki batalion etapowy. Jego dowództwo, kompanię ckm oraz 2 kompanię etapową rozlokowano w Oranach. Dokonano kolejnej zmiany w organizacji odcinka. Został on podzielony na pięć pododcinków. Nowy pododcinek „Orany" został wydzielony z dotychczasowego odcinka „Druskieniki", a jego ochronę 1 lipca przejął I Kielecki batalion etapowy. Zmieniła się również numeracja pododcinków: nr 1 „Orany", nr 2 „Druskieniki", nr 3 „Sopoćkinie", nr 4 „Sejny", nr 5 „Suwałki".
Pod koniec lipca do ochrony granicy na Suwalszczyźnie przydzielony został I Poznański batalion etapowy. Dowództwo batalionu i 1 kompanię etapową rozlokowano w Suwałkach. 31 sierpnia 4 kompanię, a jej żołnierze zostali przydzieleni do 2. i 3 kompanii, które w następnych dniach przejęły ochronę linii kordonowej od Szlinokiemia do Rakówka. Kompanie te zluzowały stacjonujące tam dwie kompanie I/24 pułku piechoty.
W tym czasie na pododcinku kordonowym „Druskieniki” wycofany został II Warszawski batalion etapowy, a ochronę pododcinka przejął czasowo I Kielecki batalion etapowy. Z uwagi na niskie stanu osobowe, batalion ten dość szybko został zluzowany przez V Kielecki batalion etapowy.
Na obszarze odcinka kordonowego „Grodno" funkcjonowała zmienna liczba stacji kontrolnych. Początkowo utworzone zostały 4 stacje kontrolne: nr 1 „Orany” nr 2 „Sopoćkinie”, nr 3 „Sejny” i nr 4 „Szypliszki”. W pierwszych dniach maja utworzone zostały kolejne stacje: nr 5 „Filipów” i nr 6 „Raczki”. Ze względu na niewielki ruch graniczny, na początku lipca 1921 stacja kontrolna nr 5 „Filipów” por. Jana Toczyłowskiego, została przeniesiona Druskienik i otrzymała nr 2. Zmieniono też numerację pozostałych stacji. Na początku sierpnia zlikwidowano stację nr 6 „Raczki” por. Mariana Lipskiego.
Zgodnie z rozkazem operacyjnym z 25 sierpnia 1921 nastąpiła reorganizacja pododdziałów granicznych. Tworzono bataliony celne. We wrześniu zamknięte zostały ostatnie sprawy zlikwidowanych dowództw i komisji gospodarczych batalionów etapowych. Pod koniec września Dowództwu Odcinka Kordonowego „Grodno" podlegał 41 baon celny w Druskienikach, 42. w Sopoćkiniach, 43. w Suwałkach, oraz 27. szwadron żandarmerii etapowej i detaszowana 7 kompania wartownicza „Mosty”. Pod względem administracyjnym i gospodarczym Dowództwo przydzielono do 41 batalionu celnego w Druskienikach.
6 sierpnia 1922 zlikwidowane zostało Dowództwo Odcinka Kordonowego „Grodno”, a nadzór nad jednostkami na litewskim odcinku granicy przejął Inspektorat Batalionów Celnych, utworzony przy Delegacie Rządu w Wilnie.

## Obsada personalna odcinka
dowódca odcinka
- płk piech. Władysław Młocki[11] (do XI 1922 → Rezerwa Oficerów Sztabowych DOK III[12])

zastępcy dowódcy odcinka
- kpt. Bronisław Kozicki[9]

## Struktura organizacyjna
- dowództwo odcinka kordonego w Grodnie[13]
  - pododcinek kordonowy nr 1 − Orany
  - pododcinek kordonowy nr 2 − Druskieniki
  - pododcinek kordonowy nr 3 − Sopoćkinie
  - pododcinek kordonowy nr 4 − Sejny
  - pododcinek kordonowy nr 5 − Szypliszki
  - pododcinek kordonowy nr 6 − Raczki